# David Gaines (ambientalista)
David Allen Gaines (30 de dezembro de 1947 - 11 de janeiro de 1988) foi um ambientalista americano e fundador do Mono Lake Committee. O Mono Lake Committee (juntamente com a Audubon Society) iniciou um processo contra o Departamento de Água e Energia de Los Angeles para reduzir ou interromper os desvios de água que estavam a diminuir o Lago Mono; a abordagem de Gaines no processo era trabalhar com a oposição em vez de demonizá-la. Ele e a sua esposa, Sally Gaines, começaram o comité em 1978. Eles precisaram da ajuda de alunos da Stanford University, UC Davis, UC Santa Cruz e Earlham College. Baseando-e em pesquisas na Bacia Mono, Gaines co-escreveu um capítulo no livro California Riparian Systems.
No dia 11 de janeiro de 1988, Gaines morreu num acidente de carro aos 40 anos causado por vento e uma tempestade de neve.